# Canto General
Canto General är en diktsvit av den chilenske poeten och nobelpristagaren Pablo Neruda utgiven 1950. 
Det är ett storslaget verk där Neruda eftersträvade att skildra hela den spanskamerikanska världens liv, kultur och historia från förcolumbiansk tid till samtiden. Neruda började arbeta på den 1938 och totalt består den av 231 dikter och mer än 15 000 rader indelade i femton avdelningar.

## Innehåll
1. Lampan på marken
2. Macchu Picchus höjder
3. Erövrarna
4. Befriarna
5. Den förrådda sanden
6. Amerika, jag åkallar inte ditt namn förgäves
7. Chiles Canto general
8. Jorden heter Juan
9. Må timmerhuggaren vakna
10. Flyktingen
11. Punitaquis blommor
12. Sångens floder
13. Nyårskoral för fosterlandet i mörker
14. Den stora oceanen
15. Jag är

## Översättningar
Verket finns utgivet i sin helhet på svenska (1970-1971,  översättning Åsa Österman). Delar av verket har också tolkats till svenska av Artur Lundkvist i Den stora oceanen, 1956 och i Lampan på marken (i samarbete med Francisco J. Uriz) 1963.

## Musikaliska verk
Dikter ur Canto General har tonsatts flera gånger. Mest känd är Mikis Theodorakis oratorium som komponerades 1971-1982 och som har givits ut i ett flertal inspelningar. Dikter har även tonsatts och framförts av de chilenska musikgrupperna Los Jaivas och Quilapayún. Allan Petterssons 12:e symfoni "De döda på torget" är en tonsättning av dikter i Lundkvist/Uriz översättning.